# 金子武雄 (1906年生)
金子 武雄（かねこ たけお、1906年〈明治39年〉5月10日 - 1983年〈昭和58年〉3月24日）は、国文学者。
新潟県生まれ。旧姓・伊野宮。第八高等学校卒、1933年東京帝国大学文学部国文科卒。
1905年生まれの金子武雄とは同姓同名の別人であるが、生没年ともに極めて近く、研究した専攻分野は異なるものの近いため一般書などでは同じ分野のものも多く、国会図書館の書誌データベースの著者の情報では混同されていた、という話が以前よりあり、現在も混同されたままである。

## 著書
- 『続日本紀宣命講』白帝社、1941 のち高科書店
- 『延喜式祝詞講』武蔵野書院、1951 のち名著普及会
- 『日本のことわざ』全5巻 大修館書店、1958 - 61 のち現代教養文庫、朝日文庫
- 『古事記神話の構成』南雲堂桜楓社 国語国文学研究叢書、1963
- 『上代の呪的信仰 上代文学理解のために』新塔社、1968
- 『称詞・枕詞・序詞の研究』新塔社、1972 のち公論社
- 『万葉防人の歌 農民兵の悲哀の苦悶』公論社、1976
- 『葦笛』公論社、1977 （随筆集）
- 『万葉高橋虫麻呂 旅と伝説の歌人』公論社、1977
- 『万葉短歌百首』編 公論社、1977
- 『万葉悲劇の中の歌 作歌と人間』公論社、1979
- 『万葉愛誦』公論社、1981
- 『人生有情』公論社、1982 （随筆集）
- 『万葉大伴旅人 憂愁の老歌人』公論社、1982

## 参考
- 金子武雄教授略歴・著書論文略目録  東京大学教養学部人文科学科紀要、1967 - 12
- 『全国大学職員録』
- 『人物物故大年表』
- 『葦笛』『人生有情』